# Csángó naptár
Csángó Naptár 1923-tól 1932-ig a magyar lutheránus egyház kiadásában megjelent kalendárium.
Szerkesztői: Argay György, Bálint András, Bodiczky Pál, Deák Sándor, Nikodémusz Károly, Papp Endre, Sípos András. Céljuk lévén a hétfalusi csángó lakosság önismeretének elmélyítése, a naptári és közhasznú tudnivalók mellett évről évre eredeti történelmi és szépirodalmi olvasmányt is közöltek. Bálint András bácsfalusi helytörténész a barcasági községek múltját ismertette, Sípos András művelődéstörténeti adatokat publikált. A szépirodalmi részben magyar klasszikusok s ismert hazai írók, mint Bartalis János, Benedek Elek, Gyallay Domokos, Horváth Imre, Krüzselyi Erzsébet, Makkai Sándor, Reményik Sándor, Tompa László, Walter Gyula mellett helyet kaptak kevésbé ismert helyi szerzők is, köztük Fóris István, a munkásmozgalom képviselője, Pál András tatrangi helytörténész és Tóthpál Dániel költő. A szerkesztők sok hirdetéssel növelték a vállalkozás jövedelmét, s a haszonból egy magyar középiskola és egy gyámintézet fenntartásához járultak hozzá.
Moldvai csángó magyar kalendáriumot a rendszerváltás után, 1991-ben nyomtattak újra az 1992. évre Sepsiszentgyörgyön Tompa Ernő, Seres András szerkesztésében, az illusztrációkat Plugor Sándor erdélyi magyar grafikus készítette.